# Eliezer Karpeles

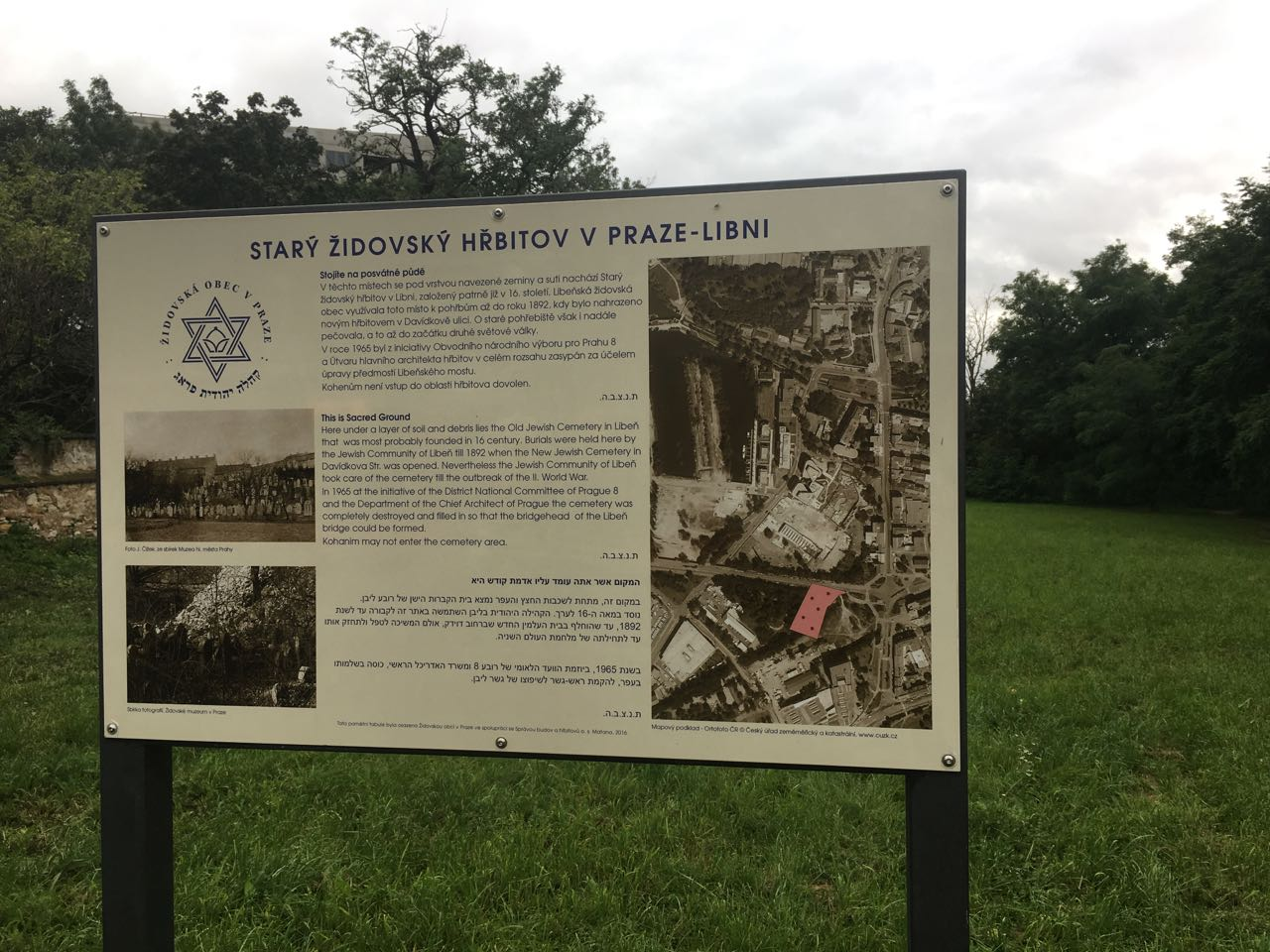
Starý židovský hřbitov v Praze-Libni, kde je Karpeles pohřben.

Eliezer Karpeles (1754, Praha – 27. dubna 1832, Libeň) byl český rabín, téměř čtyřicet let byl oblastním rabínem Kouřimského kraje (se sídlem v Libni).
Je autorem komentářů k Talmudu pod názvem Me-Abne ha-Maḳom, zejm. Horayota a také k některým dílům Maimonida (Praha, 1801); a 'Erki' Alai, poznámky 'Arakin a Hullin (ib. 1815).
Pohřben je na Starém židovském hřbitově v Libni.

## Galerie

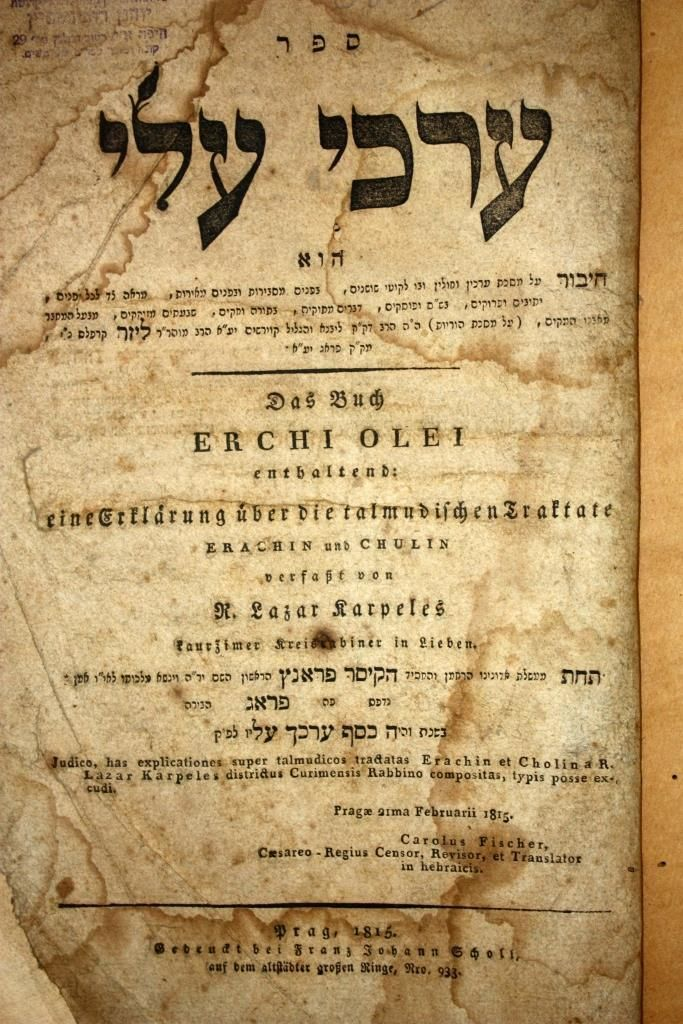
Erki Alay - dílo o traktátech Archina a Chulina od pražského rabína Eliezera Karpelesa. Praha, 1815.